# Cyclocephala nigropicta
Cyclocephala nigropicta är en skalbaggsart som beskrevs av Roger Paul Dechambre och Endrodi 1983. Cyclocephala nigropicta ingår i släktet Cyclocephala och familjen Dynastidae. Inga underarter finns listade i Catalogue of Life.